# Byron Leftwich
(en) Statistiques sur pro-football-reference
Byron Leftwich, né le 14 janvier 1980 à Washington (district de Columbia) est un ancien joueur de football américain qui évoluait au poste de quarterback. Aujourd'hui, Leftwich est entraîneur, il occupa le poste de coordinateur offensif aux Buccaneers de Tampa Bay de 2019 à 2022.

## Biographie
Il a été drafté au 1er tour (7e choix) en 2003 par les Jaguars de Jacksonville.
Leftwich est devenu titulaire dès le 4e match des Jaguars lors de sa première saison en NFL.
Il a dépassé deux fois les 2 500 yards par la passe.
Apres sa carrière sportive, Byron commence une carrière d’entraîneur en 2016, il intègre alors le staff des Cardinals de l'Arizona. En 2019, il rejoint Bruce Arians aux Buccaneers de Tampa Bay avec lequel il avait débuté aux Cardinals.

## Palmarès
En tant que joueur :
- 2001 : 5e à la passe en NCAA
- 2002 : 6e du trophée Heisman et 2e à la passe en NCAA
- Vainqueur du Super Bowl XLIII avec les Steelers de Pittsburgh

En tant qu'entraîneur :
- Vainqueur du Super Bowl LV avec les Buccaneers de Tampa Bay